# Уанкабамба (провинция)
Уанкабамба (исп. Provincia de Huancabamba) — одна из восьми провинций  региона Пьюра на северо-западе Перу. Провинция является самой восточной в регионе.
Выхода к морю не имеет. Граничит: на севере с Эквадором, на востоке — с регионом Кахамарка, на юге — с регионом Ламбаеке, на западе с провинцией Аябака.
Расположен на высоте 1929 м. Площадь — 4254,14 км², разделена на восемь районов:
- Уанкабамба
- Канчаке
- Эль Кармен де ла Фронтера
- Уармака
- Лалакиз
- Сан-Мигель-де-Эль-Файке
- Сондор
- Сондорилло

Административный центр провинции город Уанкабамба.

## Население
Население провинции составляет 118 533 жителя (2020). Плотность — 26,21 чел/кв.км.

## История
Основана 20 марта 1861 года указом президента Хуана Антонио Песета. Входит в состав Епархии Чулуканаса, Римско-Католической церкви.

## Образование
В провинции Уанкабамба расположен Национальный университет Пьюры (PRODEPE), несколько школ и средних сцециальных учебных заведений.